# Stilobezzia fusistylata
Stilobezzia fusistylata är en tvåvingeart som beskrevs av Tokunaga och Murachi 1959. Stilobezzia fusistylata ingår i släktet Stilobezzia och familjen svidknott. Inga underarter finns listade i Catalogue of Life.